# قراص رقيق
القراص الرقيق (باللاتينية: Urtica gracilenta) نوع نباتي يتبع جنس القراص من الفصيلة القراصية.
موطنه جنوب غرب الولايات المتحدة وشمال المكسيك.

## الوصف النباتي
نبات عشبي حولي تغطيه أشعار حارقة، وله جذمور قصير، والساق قائمة طويلة يصل طولها إلى متر وأكثر، بسيطة أو متفرعة، قائمة، رباعية الزوايا، الأوراق متقابلة طولها 4 ـ 10 سم، رمحية متطاولة، وحادة النهاية وحافتها مسننة بشكل غائر، وقاعدتها شبه قلبية، ونصل الأوراق كافة أطول من المعلاق، والنورات الذكرية والأنثوية على شكل عنقود متفرع في إبط الأوراق وتوجد على نباتات مختلفة، والبذور صغيرة بيضية طولها 1 مم. النبات أحادي المسكن ينتح أزهارا ذكرية وأنثوية منفصلة. الثمرة فقيرة. النبات عالي السمية.